# Serie 401 a 406 de CP
La Serie 401 a 406 fue un tipo de locomotora de tracción a vapor, utilizada por la Compañía de los Caminhos de Ferro Portugueses.

## Historia
Las locomotoras de esta serie fueron las únicas en Portugal fabricadas por la empresa J. A. Maffei, siendo entregadas en 1908.

## Características
Estas locomotoras estuvieron entre las series con mayor potencia en Portugal.

## Ficha técnica

### Características generales
- Fabricante: J. A. Maffei[1]
- Entrada en servicio: 1909[1]